# Pont de Bercy
Il Pont de Bercy è un ponte di Parigi che attraversa la Senna, collegando il XII arrondissement, (ai piedi del Ministero dell'Economia e delle Finanze di Francia e del Palazzo Omnisport di Parigi-Bercy) al XIII arrondissement, nel prolungamento del boulevard de Bercy e del boulevard Vincent-Auriol. Esso sostiene inoltre un viadotto ferroviario utilizzato dalla linea 6 del Métro.

## Storia
Il ponte di Bercy fu costruito per rimpiazzare un altro ponte. Quest'ultimo, un ponte sospeso inaugurato nel 1832 per soppiantare un ponte a chiatte, allora fuori dei confini della città, aveva una portata che si stava rivelando insufficiente. Tra il 1863 e il 1864 fu quindi sostituito da un'opera in muratura più solida. Il vecchio ponte era soggetto a pedaggio i cui prezzi erano:
- 1 soldo per ogni pedone
- 3 soldi per ogni calesse (comprese le persone trasportate)
- 5 soldi per vetture a quattro ruote con tiro a due cavalli

Nel 1904 il ponte fu allargato di 5,50 metri al fine di potervi sovrapporre il viadotto della linea 6 del Métro.

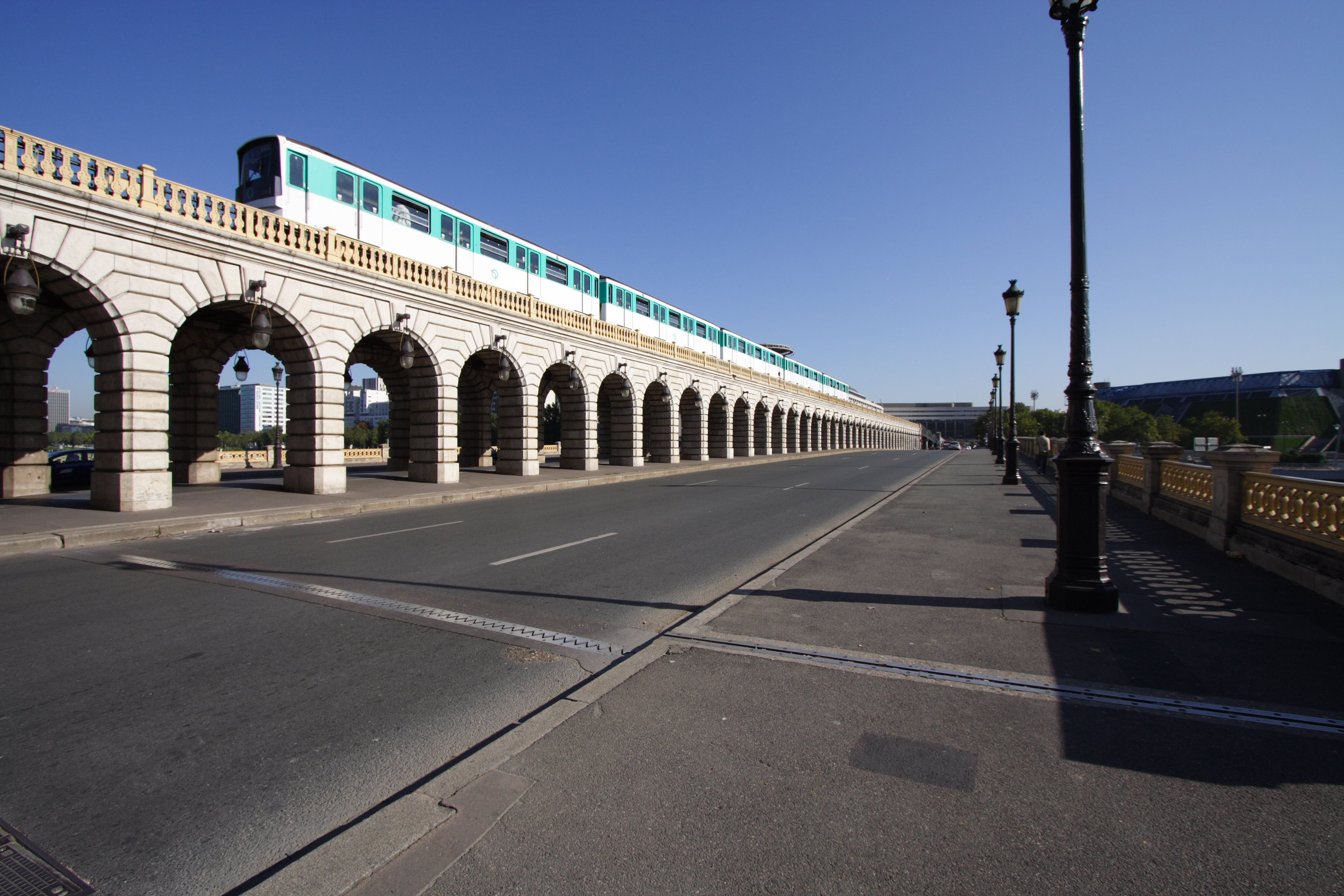
Ponte di Bercy con il viadotto del métro.

Nel 1986 si decise di allargare il ponte per creare tre vie supplementari. Il progetto prescelto proponeva il raddoppio del manufatto attaccandovi un ponte perfettamente simmetrico in rapporto al viadotto del métro.
Benché identico in tutto e per tutto all'originale, tanto a livello di pilastri che di travi, il nuovo ponte fu costruito in cemento armato e ricoperto di un rivestimento in pietra. I lavori ebbero inizio nel 1989 e il ponte fu consegnato nel 1992, con un aumento di 16 metri di larghezza, portando quella totale a 35 metri. L'opera fu affidata all'architetto Christian Langlois (1924-2007), specializzato nel restauro e nell'ampliamento di antiche costruzioni.

## Architettura
Il ponte ad arco incastrato e a travi multiple è stato costruito tra il 1863 e il 1864, sopraelevato nel 1904, allargato tra il 1989 e il 1992. Inaugurato nel 1864, la sua ricostruzione s'iscrive nel quadro del rinnovamento globale della capitale voluto da Napoleone III e realizzata dal barone Haussmann.
Lungo complessivamente 175 metri, la lunghezza di ciascuna delle cinque campate è di 29 metri; la larghezza della trave è di 19 metri (1864), poi di 35 metri (1992), per una larghezza totale di 40 metri.
Esso comprende un viadotto ferroviario per la linea 6 del Métro al di sopra del livello riservato alla circolazione stradale.

## Trasporti
Esso è servito dalla linea 6 del Métro attraverso la stazione Quai de la Gare.